# 公安部机关服务中心
公安部机关服务中心（公安部机关服务局），位于北京市东城区东长安街14号，是中华人民共和国公安部直属事业单位。

## 沿革
公安部机关服务中心（公安部机关服务局）的主要职责是：为部机关和职工生活提供后勤服务。机关办公服务；机关职工生活服务；承办机关委托事项
2014年，北京市公布2014年579家重点用能单位，公安部机关服务中心（公安部机关服务局）包括在内。

## 机构设置
公安部机关服务中心（公安部机关服务局）下设有：
- 办公室
- 会务处
- 服务一处
- 服务二处
- 财务处

### 直属事业单位
- 北京瑞安宾馆
- 公安部机关服务中心驻呼伦贝尔办事处
- 公安部扎兰屯后勤供应处
- 公安部北戴河招待所